# آرلتی
آرلتی (به فرانسوی: Arletty) هنرپیشهٔ اهل فرانسه است که نخستین فیلم وی پانسیون میموزا (۱۹۳۵) است. از فیلمهای دیگرش روز برمی‌آید، یکشنبه خنده‌دار را می‌توان نام برد. نام تولد او لئونی باتیا بود.